# Eulepidius luridus
Eulepidius luridus es una especie de coleóptero de la familia Lucanidae.

## Distribución geográfica
Habita en Borneo, Sumatra.